# Sitona lineatus
Sitona lineatus es una especie de escarabajo del género Sitona, familia Curculionidae. Fue descrita científicamente por Linnaeus en 1758.
Se distribuye por Europa. Habita en Reino Unido, Suecia, Francia, Portugal, Polonia, Alemania, Noruega, Dinamarca, Finlandia, Países Bajos, Estonia, Luxemburgo, Eslovaquia, España, Japón, Rusia, Austria, Checa, Corea, Bélgica, Ucrania, Hungría, Italia, Lituania, Samoa, Serbia, Suiza, Grecia, Liechtenstein, Marruecos, Mongolia, Turquía, Afganistán, Andorra, Bielorrusia, Argelia, Irlanda y Rumania. También en México, Canadá y los Estados Unidos donde es una especie introducida.
Mide 3,2-4,5 milímetros de longitud. Se alimenta de guisantes, tréboles, arvejas, alfalfas y garbanzos.

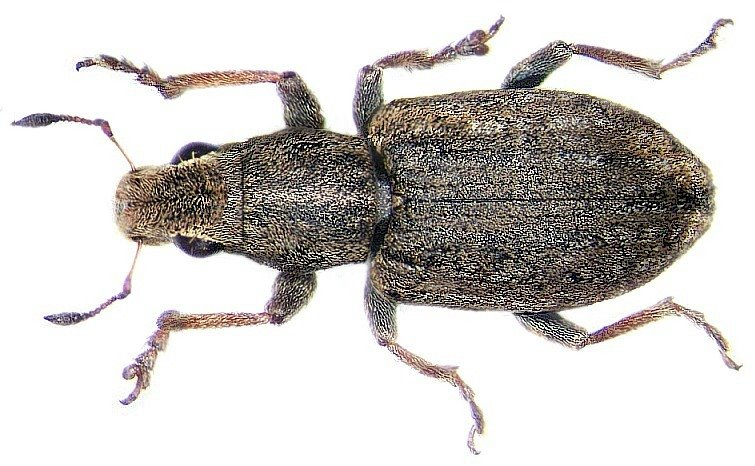
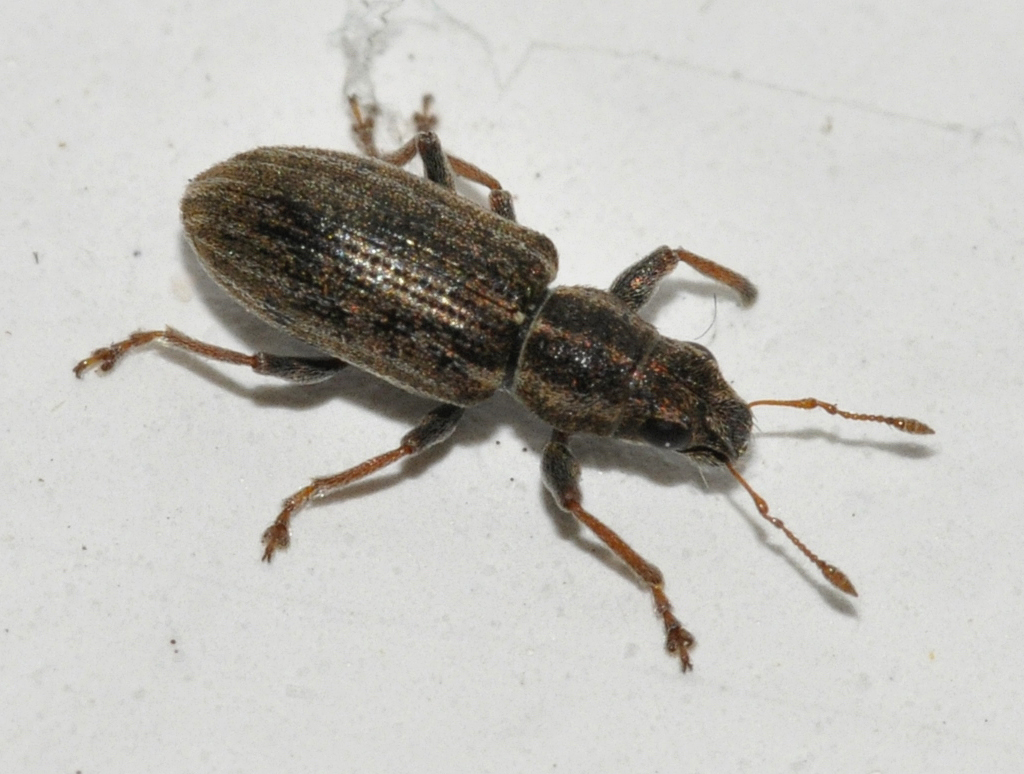
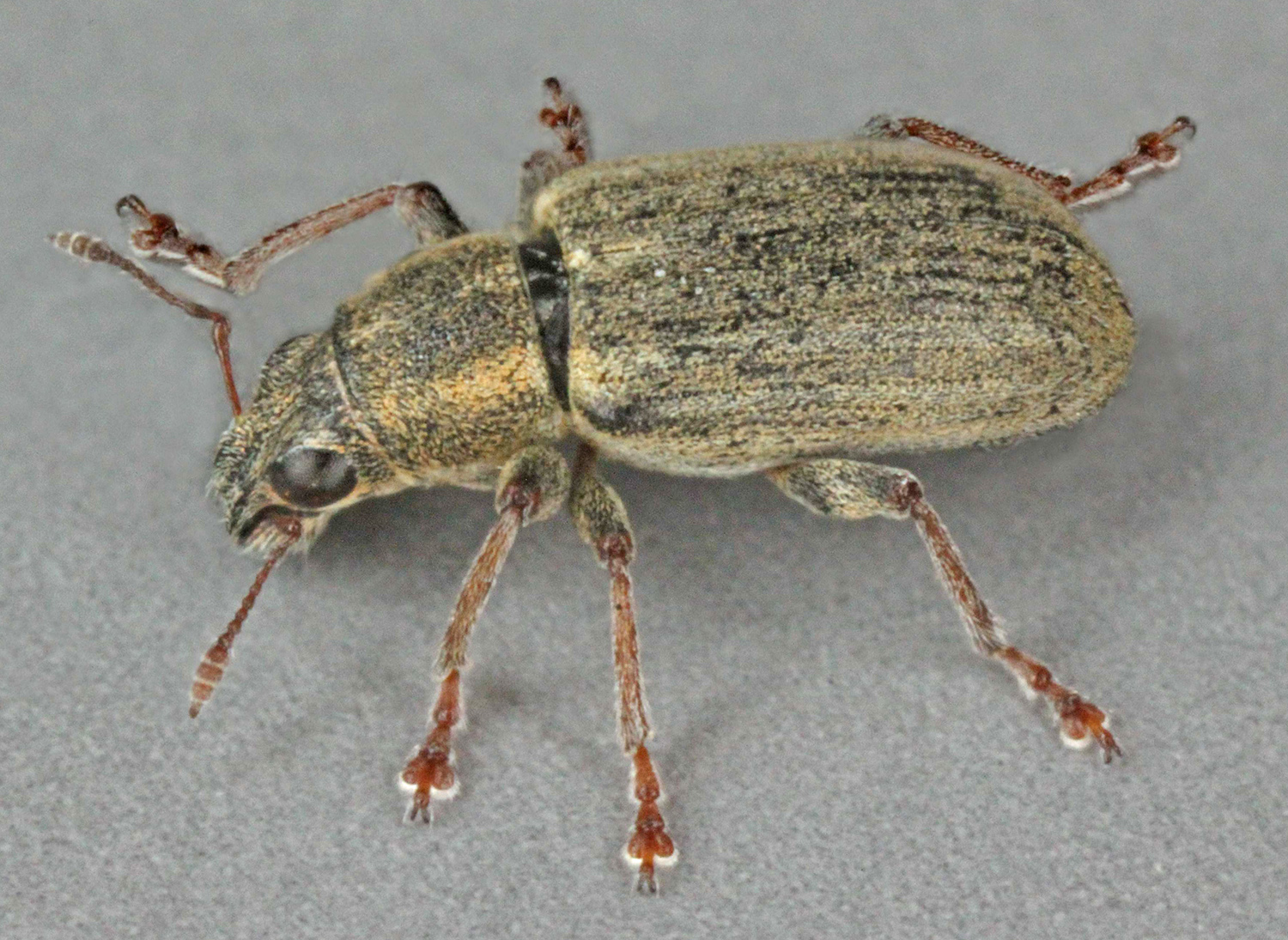
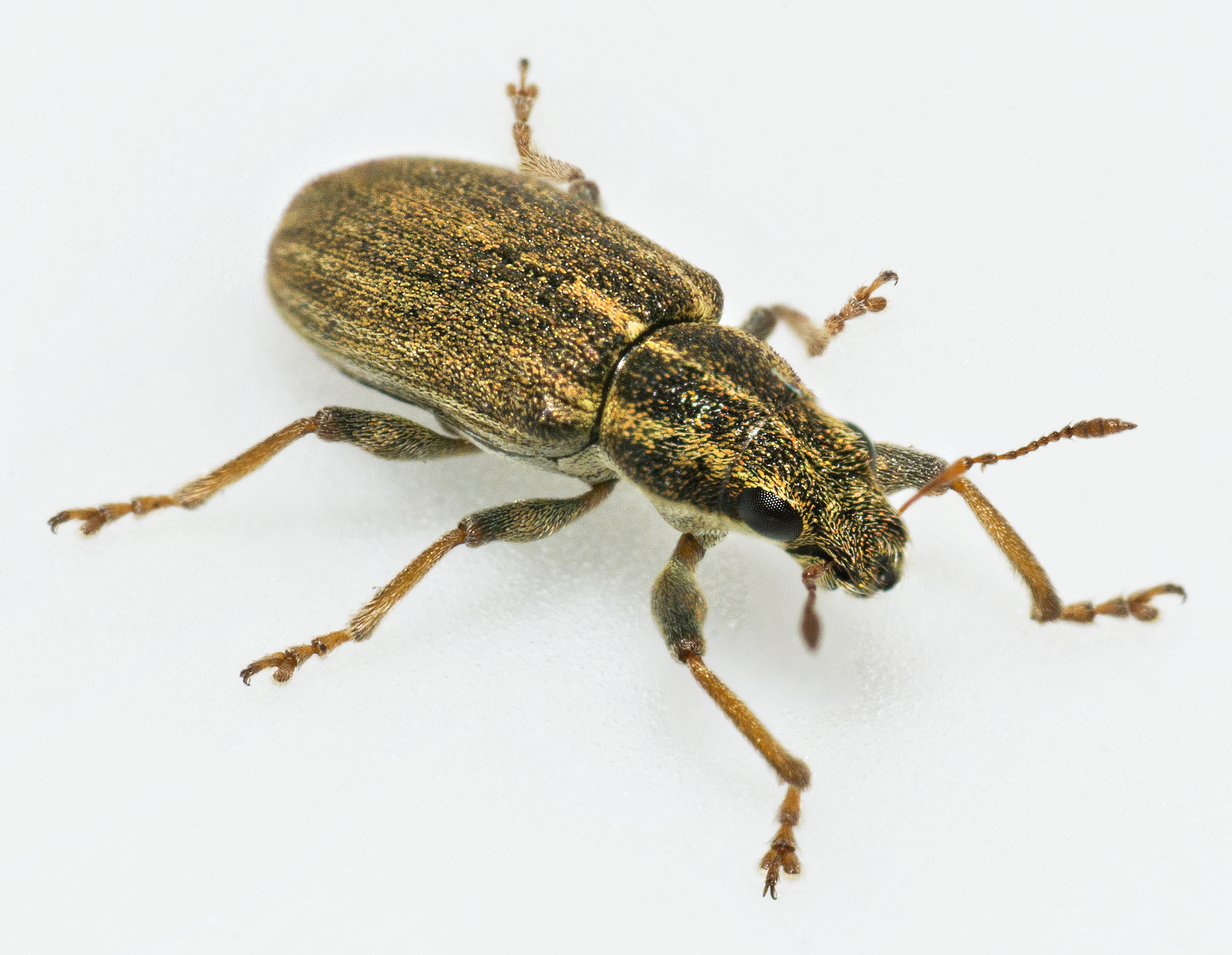
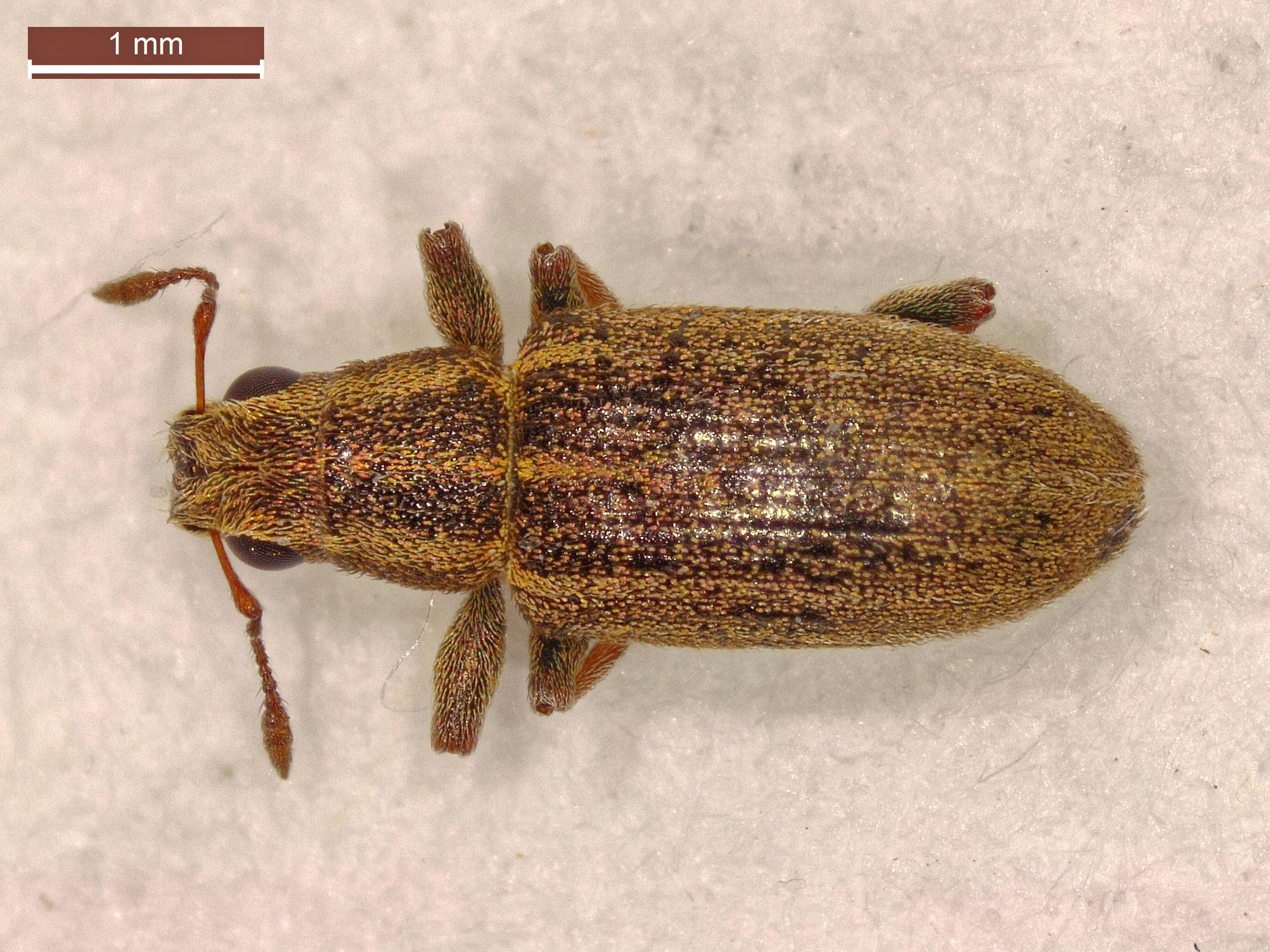